# مستوفی قاجار
مستوفی قاجار کسی است که حساب درآمدها و هزینه‌ها را نگاه می‌داشته‌است در واقع مستوفی قاجار مسئول جمع‌آوری مالیات‌ها بود. پیشینهٔ شغل مستوفی به دورهٔ صفویان بر می‌گردد و در دورهٔ قاجار لقب برخی از کسانی بوده‌است که به کار «استیفا» یا دریافت مالیات و امور دارایی ایران می‌پرداختند. استیفا به معنی جمع‌آوردندهٔ ایفا است و ایفا به معنی پرداخت است و یک اصطلاح قدیمی در امور مالی است. همهٔ شغل‌های دولتی و لقب‌ها در دورهٔ قاجار، از جمله شغل مستوفی، موروثی بود و از پدر به پسر می‌رسید.

## آقامحمد خان قاجار
آقامحمد خان قاجار تنها یک مستوفی به نام میرزا اسماعیل داشت. میرزا اسماعیل، در معیت آقامحمد خان، به نقاط مختلف کشور ایران سفر می‌کرد و مالیات‌ها را جمع‌آوری می‌نمود. میرزا اسماعیل با حکام هر ایالت ارتباط داشت و میزان مالیات دریافتی آن ایالت را از هزینه‌های آن ایالت کم کرده و تفاوت آن به حساب آقامحمد خان در تهران آورده می‌شد. میرزا اسماعیل همچنین فهرستی از همهٔ کارمندان دولت با میزان حقوق آنها داشت. بر اساس این لیست حقوق کارمندان دولتی پرداخته می‌شد.

## فتحعلی شاه
فتحعلی شاه دریافت که تنها با یک نفر نمی‌تواند مالیات ایران را بگرداند. وی مستوفی‌های دیگری را به استخدام درآورد و شغل سرپرست بقیهٔ مستوفی‌ها را به وجود آورد و به آن شغل سرپرست، لقب مستوفی‌الممالک را داد. برای نخستین بار درآمد ایران به دو بخش تقسیم شدند؛ اموال سلطنتی و املاک سلطنتی یا خالصه‌جات و درآمدهای عمومی و دولتی. کشور به پنج بخش مالیاتی تقسیم شد و هر بخش می‌بایستی که یک پنجم مالیات کل کشور را بپردازد. شغل دیگری نیز به عنوان صاحب دیوان ایجاد شد. صاحب دیوان فهرست همهٔ کارمندان دولت و حقوقشان را در دست داشت. میرزا اسماعیل، مستوفیِ اصفهان، ساوه، کردستان، اراک، محلاتی و کرمانشاه در زمان سلطنت فتح‌علی شاه بود. هنگامی که هزینه‌ای از جانب دولت مرکزی در تهران می‌بایستی پرداخت شود فتح‌علی شاه، مستوفی‌الممالک و صدراعظم (نخست‌وزیر) هر یک آن را مهر می‌کردند. مستوفی‌الممالک در این دوره حاجی محمدحسن خان اصفهانی بود.

## محمد شاه
محمد شاه در سیستم فتح‌علی شاه تغییری نداد و آن را ادامه داد. تنها تفاوت این بود که محمد شاه زمانی هزینه‌ای را با مهر شاه مهر می‌کرد که مهر میرزا اسماعیل باسابقه‌ترین مستوفی قاجار زیر آن قرار داشت. بدین ترتیب میرزا اسماعیل از رئیس خود یعنی مستوفی‌الممالک قدرتمندتر شد. در این دوره چهار مهر در پای صفحهٔ هزینه‌های آماده برای پرداخت وجود داشت، نخست میرزا اسماعیل، سپس مستوفی‌الممالک، شخص اول ایران (نخست‌وزیر) و در آخر محمد شاه. از آن میان، میرزا اسماعیل نخستین مستوفی دورهٔ قاجار و معتبرترین آنها بود.

## ناصرالدین شاه
ناصرالدین شاه سیستم مستوفی‌گری پدرش محمد شاه را در آغاز سلطنت ادامه داد. در این زمان میرزا اسماعیل مستوفی در سال ۱۲۶۹ خورشیدی در گذشت و پسرش، میرزا نصرالله مستوفی، شغل پدر را به عهده گرفت. دو مشکل بزرگ در این زمان پیش آمد: نخست، با اینکه مالیات در هر بخش کشور تعیین شده بود حکام ایالت‌ها، مردم را زیر فشار زیادی بردند و از آنها مالیات بیشتری خواستند. این فشارها به جایی رسید که کشاورزان دو برابر آنچه که تعیین شده بود می‌بایستی بپردازند. دوم، اگر کشاورزی توان پرداخت مالیات را نداشت از آن جا که مالیات هر دِه تعیین شده بود کشاورزان دیگر مجبور بودند کمبود آن را جبران کنند و این روش ناعادلانه، سبب به هم خوردن سیستم مالیاتی موجود شد. مالیات‌بگیران، حکمرانان و مستوفی‌ها خودسرانه عمل می‌کردند و مردم آغاز به شکایت از مستوفی‌ها کردند. ناصرالدین شاه آغاز به یک انقلاب اداری کرد و برای نخستین بار یک کابینه برای ادارهٔ مملکت، شامل نخست‌وزیر و نه وزیر، تشکیل داد. کارمندان یک وزارتخانه در فهرستی با میزان حقوق و شغلشان قرار داشتند. در مورد وزیر مالیه، فهرست را وزیر تهیه می‌کرد و شاه تصویب می‌کرد که چه کسانی در این فهرست قرار گیرند. همچنین قرار شد که حقوق، به پست و میزان کار انجام شده تعلق داشته باشد. بدین دلیل بود که لقب و پست موروثی شد که حقوق و مقام و لقب در خانواده بماند. با این فرمان، سمت وزیر مالیه ایجاد شد و معیرالممالک نخستین وزیر مالیه شد و متصدی شغل مستوفی‌گری، به حسابرسی درآمدها و هزینه‌ها و مالیات پرداخت. پس از فوت میرزا یوسف مستوفی‌الممالک آشتیانی پسرش میرزا حسن، زادهٔ سال ۱۲۵۲ خورشیدی به حسن مستوفی‌الممالک ملقب شد. چون چند سالی بیشتر نداشت پسرعمویش یعنی میرزا هدایت الله آشتیانی پدر محمد مصدق ده سال به نیابت او، عملاً امور مالی کشور را بر عهده داشت.

## مسئولیت‌های مستوفی قاجار
محمد مصدق که خود مستوفی خراسان بود می‌نویسد: «مستوفیان کسانی بودند که طبق فرمان شاه حائز این مقام می‌شدند. این مقام به دو درجه تقسیم شده بود:
- مستوفی (استیفای) اول
- مستوفی (استیفای) دوم

هر یک از آنها معمولاً حقوقی داشت که در ایام کار و بیکاری از دولت می‌گرفت و چنانچه متصدی کاری هم بود رسوم معمول و متداول آن را از ارباب رجوع دریافت می‌کرد. مستوفی هر ایالت و ولایت مستقل، به نام محل کارش نامیده می‌شد؛ مثلاً مستوفی آذربایجان یا کاشان و (غیره) موظف بودند که چهار وظیفه را انجام دهد:
تنظیم کتابچهٔ دستورالعمل ولات و حکام مستقل – مستوفی هر محل می‌بایست کتابچهٔ دستورالعمل حوزهٔ خود را تنظیم کند و در موعدی که هیچ وقت از اوایل سال تجاوز نمی‌کرد تسلیم وزیر بقایا نماید.
حاشیه‌نویسی قبوض ارباب رجوع: مستوفی هر محل مکلف بود مبلغ و مقدار حقوق کسانی را که در کتابچهٔ محل او نوشته بود، در حاشیهٔ قبض آنها تصدیق کند، تا بتواند از والی یا حکام محل مطالبه نمایند و در ازای این کار می‌توانست معادل دو صدم حقوق، چنانچه نقد بود و دو صدم قیمت جنس، چنانچه جنس بود از صاحبان حقوق دریافت نمایند.
حاشیه‌نویسی فرمان: نظر به اینکه هیچ حقوق یا اضافه‌حقوقی داده نمی‌شد، مگر اینکه قبلاً محل آن تعیین شده باشد و محل حقوق جدید یا اضافه‌حقوق معمولاً ثلث متوفیات بود به این طریق که هر کس فوت می‌نمود اگر وارثی داشت یک ثلث از حقوق او، و الا تمام آن در اختیار دولت قرار می‌گرفت که به هر کس می‌خواست می‌داد؛ لذا مستوفی هر محل می‌بایست حقوق متوفا را که در کتابچهٔ او به خرج آمده بود، در حاشیهٔ فرمان تصدیق کند و در ازای این کار معادل یک چهارم حقوقی که به وراث متوفا یا یه دیگران داده می‌شد به عنوان حق‌الزحمه و فقط برای یک مرتبه بخواهد.
تنظیم مفاصا حساب ولات و حکام مستقل – والی هر ایالت و حاکم هر ولایت مستقیم بعد از انقضای هر سال می‌بایست حساب سنهٔ مالی خود را به وزارت مالیه بدهد و کلیت اسناد خرج وجوهی که بر طبق کتابچهٔ دستورالعمل و حواله‌جات وزیر خزانه پرداخته بود به مستوفی محل تحویل نماید که مفاصا حساب آنان را تنظیم کند و به این مفاصا هیئتی که وظیفهٔ آن رسیدگی به محاسبات بود و سررشته‌داری کل در رأس آن قرار داشت رسیدگی می‌نمود و یکی از اعضای آن که «مستوفی ضابط اسناد خرج» بود اسناد خرج را می‌گرفت و در حضور سایرین باطل و آنها را ضبط می‌نمود. سپس وزیر مالیه و صدراعظم آن را مهر می‌نمودند و شاه توشیح می‌کرد.»
رسوم، دریافت وجوهی به وسیله مستوفیان بوده که در آغاز پنهانی بود ولی پس از چندی آشکار شد و مبلغ آن نیز تعیین شد.

## دریافت‌ها و موارد ممکن سوء استفاده از مقام
در دوران قاجار، مستوفیان مبالغی تحت عنوان رسوم دریافت می‌کردند. رسوم در آغاز پنهانی بود ولی پس از چندی آشکار شد و مبلغ آن نیز تعیین شد. درآمد سالانهٔ یک ماه مستوفی از این منابع به چندین برابر حقوق سالانهٔ وی می‌رسیده‌است. نوعی از رسوم، رسوم مربوط به وظیفه نام داشت که یک رشوهٔ خلاف قانون بود که از مراجعان و حقوق‌بگیران دریافت می‌شد. مستوفی‌الممالک برای ناصرالدین شاه روشن کرد که رسوم به معنای همان پیشکش است. نوع دیگر رسوم، رسوم خارج وظیف نام داشت. چون اغلب برای کسانی که دریافت حقوق یا مستمری‌شان به ایالت دیگری حواله شده بود و برای ایشان امکان مسافرت نبود یا می‌باید زمانی را تا انجام کارشان در ایالتی دیگر بمانند، می‌توانستند به کسان معتمدشان وکالت دهند تا کار به انجام برسد. مستوفیان ایالت و ولایت که همه با هم در تماس بودند، با کم کردن مبلغی نزدیک به سی یا چهل درصد از وجه اسمی هر حواله، آن را برای خودشان برمی‌داشتند و بقیه آن را نقدی می‌پرداختند.
تهمت دروغ، سندسازی، ادعاهای کذب، ایجاد ترس و زورگویی به مردم و بازرگانان از موارد ممکن سوء استفاده از مقام مستوفی بود. بعضی مستوفیان با دشوار کردن ادارهٔ دارایی‌های کشور می‌کوشیدند که کسی از کارشان سر در نیاورد و هر کاری در پیشرفت ادارهٔ امور مالی کردند تنها برای پوشاندن و مخفی کردن تقلب‌ها و حساب‌سازی‌ها بود. همچنین، در شخصی کردن کارها که کسی دیگر از اسناد چیزی نفهمد، به این ترتیب برکناری یا تعویض خود را غیرممکن می‌ساختند. دیگر اینکه از ورود غیره به شبکهٔ مستوفیان با شدت عمل جلوگیری می‌شد. مستوفیان اول، تنها فرزندان یا نزدیکان درجه اول آنان پروانهٔ کارآموزی نزد آنان و آگاهی از محل اسناد و مدارک مربوطه را داشتند. این مستوفیان دفترها را با خط سیاق می‌نوشتند که مردم باسواد نیز چیزی از آن نمی‌فهمیدند. دیگر اینکه مستوفیان اول، همه اوراق و اسناد دولتی را از آن خود می‌دانستند و در منزل خود نگاهداری می‌کردند. روش تنظیم اسناد به ترتببی بود که اگر هم کسی سیاق آموخته بود، باز هم از آن سر درنمی‌آورد.